# Börstelbach
Der Börstelbach ist ein linker  Nebenfluss der Werre im Nordosten des deutschen Bundeslandes Nordrhein-Westfalen. Das Gewässer gehört zum Flusssystem der Weser und entwässert einen kleinen Teil des Ravensberger Hügellandes.